# Кучма, Людмила Николаевна
Людми́ла Никола́евна Ку́чма (Талалаева) (укр. Людмила Миколаївна Кучма; род. 19 июня 1940 года, Воткинск, РСФСР) — супруга второго Президента Украины Леонида Даниловича Кучмы.

## Биография
Родилась в Удмуртии, училась в музыкальной школе, располагавшейся в доме-музее Чайковского (также уроженца Воткинска). Закончила механический техникум.

### Семья
Отец работал на заводе, после пожара стал инвалидом, приёмная дочь Геннадия Фёдоровича Туманова (26.10.1918 — 27.4.1989), который был зам. главного инженера «Южмаша» (1952—1966), главным инженером Главного технического управления Министерства общего машиностроения СССР (1966—1976). Главным инженером Центрального научно-исследовательского института материаловедения (г. Калининград, Московской обл., 1976—1981). С 1981 г. — персональный пенсионер республиканского значения. Награждён 2 орденами Ленина (1961, 1966), 2 орденами Трудового Красного Знамени (1959, 1969). Он не был министром среднего машиностроения, как утверждается во многих публикациях в интернете.
Муж с 1967 года — Леонид Данилович Кучма (род. 9.08.1938, в 1994—2005 гг. второй Президент Украины).
Дочь Елена Леонидовна Пинчук (1970), основательница фонда «АНТИСПИД» и глава наблюдательного совета медиагруппы StarLightMedia, которая включает телеканалы СТБ, ICTV, Новый, QTV, М1, M2 и ряд медиакомпаний. C 2002 года замужем за украинским миллиардером Пинчуком Виктором Михайловичем, была замужем за Игорем Анатольевичем Франчуком.
Внуки — Роман Франчук (3 апреля 1991), Екатерина Пинчук (4 июня 2003 года) и Вероника Пинчук (28 сентября 2011).
Брат по матери — Юрий Геннадьевич Туманов, с 1997 года был председателем совета директоров компании «Киевстар», пока украинскую долю не выкупила российская «Альфа-групп».

### Деятельность
Тридцать лет проработала инженером в конструкторском бюро производственного объединения «Южное» в Днепропетровске.
С 1996 года — почётный президент Национального фонда социальной защиты матери и ребёнка «Украина — детям».
В 1999 году — принимала участие в Конференции, посвящённой 10-летию Конвенции Генеральной Ассамблеи ООН по правам ребёнка по программе «Сохраним детские улыбки в новом тысячелетии».
С 2000 года — глава опекунского совета Всеукраинского благотворительного Фонда «Надежды и добра».
В 2000 году поддержала параолимпийское движение на Украине. Спонсировала украинскую параолимпийскую сборную спортсменов с повреждением опорно-двигательного аппарата и инвалидов по зрению.
С 2001 года, при её спонсорской поддержке, в Артеке проходит ежегодный международный фестиваль детского творчества «Изменим мир к лучшему!».
В 2003 году приняла участие в первом саммите первых леди стран Центральной и Восточной Европы под названием «Здоровье женщины. Рак молочной железы», который проходил в городе Загреб (Хорватия).
С 12 мая 2004 года — Специальный Посол ЮНЕСКО в деле помощи молодым талантам.
Летом 2004 года в одном из интервью её дочь Елена Франчук заметила: «До мамы действительно многим было проще дойти, чем до папы. И она, вне сомнения, излишне доверчива. Во всяком случае, менее искушена в определении фальши, чем отец».

## Награды
Государственные награды
- Орден княгини Ольги I степени (18 июня 2010 года) — за многолетнюю плодотворную благотворительную и общественную деятельность, направленную на защиту материнства, детства и семьи[11][12]
- Большой крест ордена Великого князя Литовского Гядиминаса (Литва, 4 ноября 1998 года)[13]
- Большой крест ордена Гражданских заслуг (Испания, 1996 год)[14]
- Орден Королевской семьи Брунея II класса (Бруней)

Конфессиональные награды
- Орден Святой Анны I степени (УПЦ МП, 1998 год)[15]
- Орден святой великомученицы Варвары I степени (УПЦ МП, 2010 год)[16]

Прочие награды
- Международный орден Святого Станислава I степени (1999 год)[15], являлась неофициальной дамой-патронессой ордена[17]
- Международный Орден Святого Николая Чудотворца (2003 год)[15]
- 12 мая 2004 года за поддержку одаренной молодёжи Людмиле Кучме присвоено почётное звание «Специальный Посланник ЮНЕСКО в деле содействия молодым талантам»[15]
- Имеет ряд других наград украинских и зарубежных общественных организаций за благотворительную деятельность.